# Калдаш-да-Раїня
Ка́лдаш-да-Раї́ня (порт. Caldas da Rainha; МФА: [ˈkaɫ.dɐʒ dɐ ʁɐ.ˈi.ɲɐ], Ка́лдаж-да-Раї́ня, «Калдаш Королеви») — муніципалітет і місто в Португалії, в окрузі Лейрія. Розташований у західній частині країни, на березі Атлантичного океану, на теренах історичної португальської провінції Ештремадура. Належить до Лейрійсько-Фатімської діоцезії Католицької церкви в Португалії. Права міського самоврядування має з 1511 року. Поділяється на 12 парафій. За адміністративним поділом, чинним до 1976 року, був складовою провінції Ештремадура. Площа муніципалітету — 255,69 км², населення муніципалітету — 51729 ос. (2011); густота населення — 202,31 осіб/км²
. Патрон — Діва Марія. Святковий день муніципалітету — 15 травня. Поштовий індекс — 2500.  Код місцевої адміністративної одиниці — 1006. Складова статистичного регіону Центр.

## Географія
Калдаш-да-Раїня розташований на заході Португалії, на півдні округу Лейрія.
Калдаш-да-Раїня межує на північному сході — з муніципалітетом Алкобаса, на сході — з муніципалітетом Ріу-Майор, на півдні — з муніципалітетом Кадавал, на заході — з муніципалітетами Бомбаррал і  Обідуш. На північному заході омивається водами Атлантичного океану.

## Історія
Містечко Калдаш-да-Раїня було закладене близько 1488 року за наказом португальської королеви Леонори.

## Населення
| Кількість мешканців | Кількість мешканців | Кількість мешканців | Кількість мешканців | Кількість мешканців | Кількість мешканців | Кількість мешканців | Кількість мешканців | Кількість мешканців | Кількість мешканців | Кількість мешканців | Кількість мешканців | Кількість мешканців | Кількість мешканців | Кількість мешканців | Кількість мешканців |
| ------------------- | ------------------- | ------------------- | ------------------- | ------------------- | ------------------- | ------------------- | ------------------- | ------------------- | ------------------- | ------------------- | ------------------- | ------------------- | ------------------- | ------------------- | ------------------- |
| 1864                | 1878                | 1890                | 1900                | 1911                | 1920                | 1930                | 1940                | 1950                | 1960                | 1970                | 1981                | 1991                | 2001                | 2011                |                     |
| 13 591              | 15 305              | 18 889              | 20 971              | 24 516              | 26 027              | 29 207              | 33 523              | 37 165              | 37 430              | 35 978              | 41 018              | 43 205              | 48 846              | 51 729              |                     |